# Usher
Usher Raymond IV., spíše známý jako Usher (* 14. října 1978 Dallas, Texas) je americký zpěvák, skladatel, choreograf, model, tanečník, herec a podnikatel. Usher se proslavil během devadesátých let, kdy nahrál hity jako jsou: You Make Me Wanna (1997), Nice and Slow (1998) a My Way (1998). Jeho nejúspěšnějším albem je The Confessions (2004), album získalo diamantové ocenění společnosti RIAA a také se stalo nejrychleji se prodávaným R&B albem. Alba se prodalo na 20 milionů celosvětově. Toto album také obsahovalo jeho nejúspěšnější hity Yeah! (ft. Lil Jon a Ludacris) a Burn. Je sedminásobným držitelem prestižní ceny Grammy. V roce 2009 byl společností Billboard vyhlášen druhým nejlepším umělcem dekády.

## Diskografie

### Studiová alba
| Rok  | Album                                                                  | Nejvyšší umístění v hitparádě | Nejvyšší umístění v hitparádě | Nejvyšší umístění v hitparádě | Nejvyšší umístění v hitparádě | Nejvyšší umístění v hitparádě | Ocenění                                           |
| Rok  | Album                                                                  | US 200                        | US R&B                        | UK                            | CAN                           | EU                            | Ocenění                                           |
| ---- | ---------------------------------------------------------------------- | ----------------------------- | ----------------------------- | ----------------------------- | ----------------------------- | ----------------------------- | ------------------------------------------------- |
| 1994 | Usher - Vydáno: 30. srpna 1994 - Vydavatel: LaFace                     | 167                           | 25                            | -                             | -                             | -                             | US: zlaté                                         |
| 1997 | My Way - Vydáno: 16. září 1997 - Vydavatel: LaFace                     | 4                             | 1                             | 16                            | 13                            | -                             | US: 7x platinové CAN: 2x platinové UK: zlaté      |
| 2001 | 8701 - Vydáno: 7. srpna 2001 - Vydavatel: Arista                       | 4                             | 3                             | 1                             | 1                             | 4                             | US: 5x platinové UK: 2x platinové                 |
| 2004 | Confessions - Vydáno: 23. března 2004 - Vydavatel: Arista              | 1                             | 1                             | 1                             | 1                             | 1                             | US: diamantové CAN: 6x platinové UK: 5x platinové |
| 2008 | Here I Stand - Vydáno: 27. května 2008 - Vydavatel: LaFace             | 1                             | 1                             | 1                             | 1                             | 3                             | US: 2x platinové UK: zlaté                        |
| 2010 | Raymond v. Raymond - Vydáno: 30. března 2010 - Vydavatel: LaFace, Jive | 1                             | 1                             | 2                             | 4                             | 8                             | US: 3x platinové CAN: platinové UK: platinové     |
| 2012 | Looking 4 Myself - Vydáno: 12. června 2012 - Vydavatel: RCA            | 1                             | 1                             | 3                             | 7                             | -                             | US: 3x platinové CAN: zlaté UK: zlaté             |
| 2016 | Hard II Love - Vydáno: 16. září 2016 - Vydavatel: RCA                  | 5                             | 2                             | 7                             | 20                            | —                             | US: zlaté                                         |
| 2024 | Coming Home - Vydáno: 9. února 2024 - Vydavatel: Gamma                 | 2                             | 2                             | 24                            | 24                            | —                             |                                                   |

### Spolupráce
- 2018 - A (se Zaytoven)

### EP
- 2010 - Versus

### Alba z živého vystoupení
- 1999 - Live

### Kompilace
- 2004 - Usher
- 2004 - My Megamix
- 2005 - Sex Appeal
- 2005 - And the Winner Is
- 2005 - Usher and Friends
- 2005 - Usher and Friends, vol. 2
- 2005 - My Way/8701
- 2007 - Usher and Friends, vol. 1-2
- 2010 - Essential Mixes

### Úspěšné singly
| Rok                       | Název písně                                         | Pozice v mezinárodních žebříčcích | Pozice v mezinárodních žebříčcích | Pozice v mezinárodních žebříčcích | Pozice v mezinárodních žebříčcích | Pozice v mezinárodních žebříčcích | Certifikace                     | Album              |
| Rok                       | Název písně                                         | US 100                            | US R&B                            | US Pop                            | CAN                               | UK                                | Certifikace                     | Album              |
| ------------------------- | --------------------------------------------------- | --------------------------------- | --------------------------------- | --------------------------------- | --------------------------------- | --------------------------------- | ------------------------------- | ------------------ |
| 1994                      | "Can U Get wit It"                                  | 59                                | 13                                | —                                 | —                                 | 91                                |                                 | Usher              |
| 1995                      | "Think of You"                                      | 58                                | 8                                 | —                                 | —                                 | 70                                |                                 | Usher              |
| 1997                      | "You Make Me Wanna"                                 | 2                                 | 1                                 | 7                                 | —                                 | 1                                 | US: platinové UK: zlaté         | My Way             |
| 1998                      | "Nice and Slow"                                     | 1                                 | 1                                 | 24                                | —                                 | 24                                | US: platinové                   | My Way             |
| 1998                      | "My Way"                                            | 2                                 | 4                                 | —                                 | —                                 | —                                 | US: platinové UK: zlaté         | My Way             |
| 2001                      | "Pop Ya Collar"                                     | 60                                | 25                                | —                                 | —                                 | 2                                 |                                 | —                  |
| 2001                      | "U Remind Me"                                       | 1                                 | 1                                 | 6                                 | —                                 | 3                                 |                                 | 8701               |
| 2001                      | "U Got It Bad"                                      | 1                                 | 1                                 | 3                                 | —                                 | 5                                 |                                 | 8701               |
| 2001                      | "U Don't Have to Call"                              | 3                                 | 2                                 | 14                                | —                                 | 4                                 |                                 | 8701               |
| 2004                      | "Yeah!" (ft. Lil Jon a Ludacris)                    | 1                                 | 1                                 | 1                                 | 1                                 | 1                                 | US: platinové CAN: platinové    | Confessions        |
| 2004                      | "Burn"                                              | 1                                 | 1                                 | 2                                 | —                                 | 1                                 | US: platinové                   | Confessions        |
| 2004                      | "Confessions pt. 2"                                 | 1                                 | 1                                 | 7                                 | 7                                 | 5                                 | US: zlaté                       | Confessions        |
| 2004                      | "My Boo" (ft. Alicia Keys)                          | 1                                 | 1                                 | 2                                 | 1                                 | 5                                 | US: platinové CAN: platinové    | Confessions        |
| 2004                      | "Caught Up"                                         | 8                                 | 13                                | 2                                 | —                                 | 9                                 |                                 | Confessions        |
| 2008                      | "Love in This Club" (ft. Young Jeezy)               | 1                                 | 1                                 | 2                                 | 3                                 | 4                                 | US: platinové UK: stříbrné      | Here I Stand       |
| 2008                      | "Love in This Club pt. 2" (ft. Beyoncé a Lil Wayne) | 18                                | 7                                 | —                                 | 69                                | —                                 | US: zlaté                       | Here I Stand       |
| 2008                      | "Moving Mountains"                                  | 67                                | 18                                | 56                                | —                                 | 25                                |                                 | Here I Stand       |
| 2008                      | "Trading Places"                                    | 45                                | 4                                 | —                                 | —                                 | —                                 |                                 | Here I Stand       |
| 2009                      | "Papers"                                            | 31                                | 1                                 | —                                 | —                                 | —                                 |                                 | Raymond v. Raymond |
| 2009                      | "Hey Daddy (Daddy's Home)" (ft. Plies)              | 24                                | 2                                 | —                                 | —                                 | —                                 |                                 | Raymond v. Raymond |
| 2010                      | "Lil Freak" (ft. Nicki Minaj)                       | 40                                | 8                                 | —                                 | —                                 | 109                               |                                 | Raymond v. Raymond |
| 2010                      | "OMG" (ft. will.i.am)                               | 1                                 | 3                                 | 2                                 | 2                                 | 1                                 | CAN: 2x platinové UK: platinové | Raymond v. Raymond |
| 2010                      | "There Goes My Baby"                                | 25                                | 1                                 | —                                 | —                                 | 138                               |                                 | Raymond v. Raymond |
| 2010                      | "More"                                              | 15                                | —                                 | 7                                 | 1                                 | 23                                |                                 | Raymond v. Raymond |
| 2010                      | "DJ Got Us Fallin' In Love" (ft. Pitbull)           | 4                                 | 51                                | 3                                 | 2                                 | 7                                 | CAN: 2x platinové UK: zlaté     | Versus             |
| 2010                      | "Hot Tottie" (ft. Jay-Z)                            | 21                                | 9                                 | 27                                | 62                                | 104                               |                                 | Versus             |
| 2012                      | "Climax"                                            | 17                                | 1                                 | 36                                | 96                                | 4                                 |                                 | Looking For Myself |
| 2012                      | "Scream"                                            | 9                                 | —                                 | 6                                 | 4                                 | 5                                 | US: platinové UK: stříbrné      | Looking For Myself |
| 2012                      | "Lemme See" (ft. Rick Ross)                         | 46                                | 2                                 | —                                 | —                                 | 90                                |                                 | Looking For Myself |
| 2012                      | "Numb"                                              | 69                                | —                                 | 21                                | 41                                | —                                 |                                 | Looking For Myself |
| 2014                      | "One" (s Michelle Chamuel)                          | 98                                | —                                 | —                                 | 65                                | —                                 |                                 | —                  |
| 2014                      | "Good Kisser"                                       | 65                                | 17                                | —                                 | —                                 | 10                                |                                 | —                  |
| 2014                      | "She Came to Give It to You" (ft. Nicki Minaj)      | 89                                | 27                                | —                                 | 46                                | 16                                |                                 | —                  |
| 2014                      | "I Don't Mind" (ft. Juicy J)                        | 11                                | 1                                 | —                                 | 70                                | 8                                 | US: 2x platinové UK: stříbrné   | —                  |
| 2016                      | "No Limit" (ft. Young Thug)                         | 32                                | 9                                 | —                                 | —                                 | —                                 |                                 | Hard II Love       |
| Celkem "number-one" hitů: | Celkem "number-one" hitů:                           | 9                                 | 13                                | 1                                 | 3                                 | 4                                 |                                 |                    |

## Filmografie
- 1998 - The Faculty / (Fakulta)
- 1999 - She's All That /(Taková normální holka)
- 1999 - Light It Up / (Zákony Džungle)
- 2000 - Geppetto
- 2001 - Texas Rangers / (Texaští jezdci)
- 2004 - Ray
- 2005 - In the Mix / (V jednom kole)
- 2010 - Killers / (Vrahouni)